# Association sportive et culturelle de la Police
Pour les articles homonymes, voir AS Police.
Maillots
Actualités
L'Association sportive et culturelle de la Police (en arabe : الجمعية الرياضية و الثقافية للشرطة), plus couramment abrégé en ASC Police, est un club mauritanien de football fondé en 1973 et basé à Nouakchott, la capitale du pays.

## Histoire
Fondé en 1973, le club représente la police nationale mauritanienne. Il détient avec l'AS Garde nationale le record de titres en championnat national, avec sept succès, tous remportés entre 1981 et 1991. Il compte également à son palmarès deux Coupes de Mauritanie.
Grâce à ses nombreux succès nationaux, l'ASC Police a pris part à plusieurs reprises aux compétitions continentales sans toutefois parvenir à y briller.
Sa meilleure performance a lieu lors de la Coupe des clubs champions africains 1988 où il atteint les huitièmes de finale, après avoir éliminé Sierra Fisheries (Sierra Leone) puis le club sénégalais du SEIB Diourbel. Il aurait également dû participer à la Coupe de l'UFOA 1986 (forfait au premier tour).

## Palmarès
| Compétitions nationales |
| --- |
| - Championnat de Mauritanie (7) : - Vainqueur : 1981, 1982, 1986, 1987, 1988, 1990 et 1991. - Coupe de Mauritanie (2) : - Vainqueur : 1985 et 1999. - Vainqueur : 1994. |

## Entraîneurs du club
- Pape Magoum Sarr